# Lajos Vajda

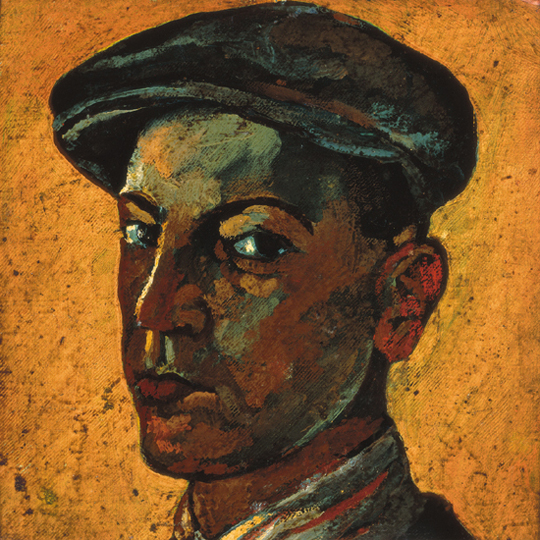
Selbstporträt 1925

Lajos Vajda (* 6. August 1908 in Zalaegerszeg, Österreich-Ungarn; † 7. September 1941 in Budakeszi) war ein ungarischer Maler und Grafiker. Von 1927 bis 1930 war er Schüler von István Csók an der Ungarischen Akademie der Bildenden Künste.
Zwischen 1930 und 1934 hielt er sich in Paris auf und lernte neben den neuesten Tendenzen der französischen Malerei auch die Werke des russischen Realismus kennen. Dies veranlasste ihn zu dramatischen Fotomontagen über die großen Katastrophen der Menschheit, Krieg, Hunger, Waffengewalt und Elend. Ab 1934 sammelte er in Szentendre und Szigetmonostor Motive der Volkskunst. In seinem Stil wurden Volkskunst und orthodoxe christliche, römisch-katholische und jüdische Symbole mit abstrakten und surrealistischen Elementen kombiniert. Seine letzten abstrakt-surrealistischen Zeichnungen lassen die Schrecken des Zweiten Weltkriegs vorausahnen. Er starb 1941 an Tuberkulose.

## Leben
Lajos Vajda wurde in eine jüdische Familie hineingeboren. Sein Vater Emánuel Vajda war Gerichtsschreiber. Seine Mutter war Judit Fürst. Lajos Vajda hatte drei Geschwister: Miklós, Teréz und Márton. Er begann im Alter von fünf Jahren regelmäßig zu zeichnen. Er machte Illustrationen zu Märchen, indem er Musterzeichnungen kopierte. Später vergrößerte er die Originalreproduktionen und verließ sich dabei auf eine präzise und disziplinierte Technik. In seinen ersten Zeichnungen sind Kriegsschiffe und Schlachtzeichen zu sehen, später hielt er seine Umgebung und Familienmitglieder fest.
Während des Ersten Weltkriegs zog die Familie 1916 in das Königreich Serbien, das zu dieser Zeit unter österreichischer Militärbesetzung stand. In Belgrad ging Vajda auf eine serbische Schule, dann auf eine deutsche Schule. Später ließ sich die Familie in Valjevo, einer Stadt in Westserbien, nieder. 1917 entstanden seine ersten bekannten Zeichnungen. Die Familie lebte in Serbien sechs Jahre lang in Armut, bevor sie zurück nach Ungarn ging. Vajda wurde von seinen Lehrern gefördert und studierte an der Budapester offenen Zeichenschule der OMIKE (Ungarischer Jüdischer Bildungsverein) unter der Leitung von Lipót Herman.

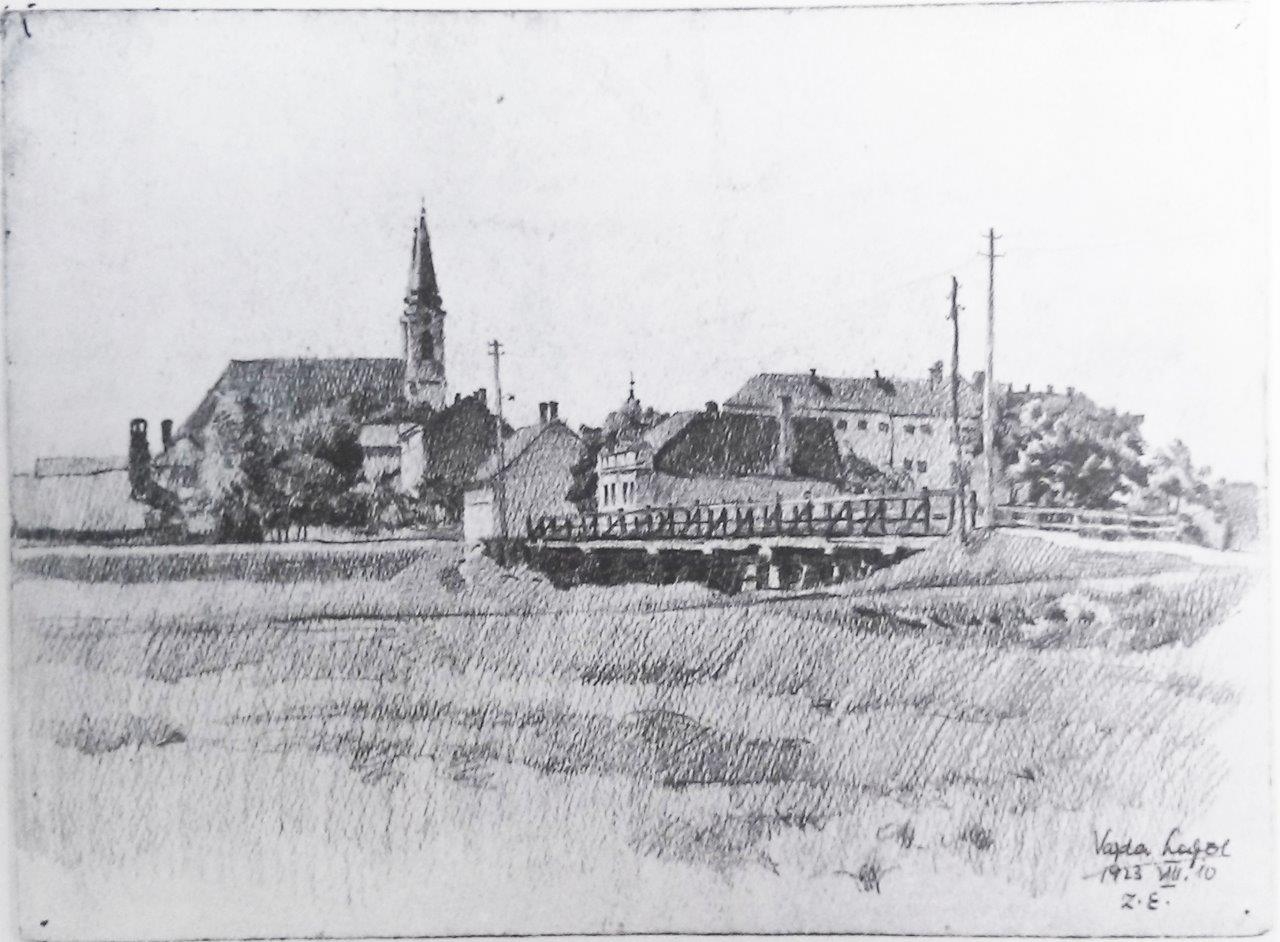
Stadtbild von Zalaegerszeg, 1923, Bleistift, Papier, 218 × 298 mm

Im Alter von siebzehn Jahren erkrankte Vajda daraufhin schwer und wurde kurz darauf ins Krankenhaus gebracht, wo er sechs Monate lang behandelt wurde." Wegen Knochentuberkulose und musste sieben Mal operiert werden. 1927 starb seine Mutter.
1928 schrieb sich Vajda an der Königlich Ungarischen Akademie der Künste ein und wurde Schüler von István Csók. An der Akademie schloss er Freundschaft mit Dezső Korniss, György Kepes, Sándor Trauner und Béla Hegedüs. Gemeinsam begannen sie, die Veranstaltungen des Munka-Kreises zu besuchen, einer Avantgarde-Gruppierung unter der Leitung von Lajos Kassák. „Von ihrer Weltanschauung her waren sie Sozialisten, künstlerisch waren sie Anhänger des Konstruktivismus.“ Vajda nahm an der Ausstellung der Akademie-Studenten teil. Die dort gezeigten Werke provozierten die starke Kritik konservativer Künstler und Kunstliebhaber.
Im Mai 1929 führte der Staatliche Kontrollausschuss auf Initiative konservativer Fakultätsmitglieder, die mit István Csók und János Vaszary unzufrieden waren, eine Untersuchung an der Akademie durch, und Lajos Vajda, Dezső Korniss, György Kepes, Sándor Trauner wurden von der Hochschule ausgeschlossen. Vajda nahm an der Ausstellung des KÚT teil, die im Nationalen Salon stattfand. KÚT (Neuer Verband Bildender Künstler) war eine Gruppe junger Künstler, die sich für moderne Trends in der Kunst einsetzte.
1930 nahm Vajda an der Ausstellung der Neuen Progressiven Künstler in der Galerie Tamás teil. Im Herbst reiste er nach Paris, wo er bis zum Frühjahr 1934 lebte. Er wohnte in einem preiswerten Hotel im Quartier Latin in Paris. Er lernte den Philosophen Lajos Szabó kennen, der einen großen Einfluss auf seinen künstlerischen Ansatz hatte. Beeinflusst von Sergej Eisenstein und Wsewolod Pudowkin und mit der Erkenntnis, dass es für ihn keine Chance gibt, Filme zu machen, begann er, Fotomontagen zu machen. Seine finanziellen Verhältnisse waren sehr schlecht. 1934 kehrte er nach Ungarn zurück.
Im Sommer 1935 begannen er und sein engster Freund, Dezső Korniss, die Mofas von Szentendre und der umliegenden Dörfer zu zeichnen. Im Herbst lernte er Júlia Vajda, seine zukünftige Frau, kennen. Da sie noch in Bratislava lebte, hielten sie durch Korrespondenz Kontakt zueinander. In Zusammenarbeit mit seinem Malerfreund Dezső Korniss erarbeitete er einen neuen künstlerischen Ansatz, dessen Ziel es war, einen neuen ostmitteleuropäischen Kunststil zu schaffen, der eine Brücke zwischen Ost und West, zwischen der byzantinischen und vorklassischen Tradition auf der einen Seite und der Avantgarde-Tradition auf der anderen Seite sein konnte.
1936 reichte er erfolglos ein Gemälde zur Ausstellung von KÚT (The New Society of Visual Artisist) ein. 1937 im Herbst fand Vajdas erste Atelierausstellung in der Atelierwohnung von Imre Ámos, Margit Anna statt. Nachdem sein Vater die materielle Unterstützung eingestellt hatte, die ihm bis dahin seinen Lebensunterhalt gesichert hatte, arbeitete Vajda in dem Trickfilmstudio von Gyula Macskássy als Phasenzeichner.
Am 9. Januar 1938 heiratete er Júlia Richter.
Seine zweite Atelierausstellung fand 1940 in der Atelierwohnung von Piroska Szántó und Gusztáv Seiden statt. Im September wurde Vajda zum Arbeitsdienst einberufen, dem alternativen Militärdienst, der von „politisch unzuverlässigen“ jüdischen Ungarn während des Krieges verlangt wurde. Aufgrund seines schlechten Gesundheitszustandes wurde er jedoch nach drei Wochen aus dem Arbeitsdienst entlassen. Er wurde in das St. John’s Hospital eingeliefert. Dort blieb er acht Monate lang. Er starb danach im Lungensanatorium im Dorf Budakeszi bei Budapest.

## Nachleben
Eine erste Gedenkausstellung fand 1943 im Alkotás-Kunsthaus statt. In der Ausstellungsbesprechung stellte Ernő Kállai fest: „Vajda besaß ein stupendes zeichnerisches Können, das durch die ständige eingehende Beobachtung der Wirklichkeit geschult war, doch die Phantasie des Künstlers merkte auch im Antlitz der alltäglichen Dinge auf die seltsamen Gebilde auf, die sich aus dem zufälligen Zusammenspiel der Linien ergeben. (…) Niemand verstand sich bei uns so wie er, auf das Seelenleben der Linien: auf ihren latenten Reichtum an Ausdruckskraft und an verwickelten bildnerischen Assoziationen. Er kombinierte die Linien und spielte, mit ihnen wie ein Musiker mit den Tönen. (…) Der Frühverstorbene war ein Unvollendeter. Gleichwohl stellt sein fragmentarisches Lebenswerk eine auch innerhalb europäischer Relationen außergewöhnliche, hochbedeutsame Leistung dar.“ 1946 erfolgte die Wahl zum Ehrenmitglied der Europäischen Schule. Erst 1969 organisierte das König-Stephan-Museum in Székesfehérvár (Ungarn) die erste Museumsausstellung von Vajda.
„Die Kunst von Lajos Vajda spiegelt die entscheidenden Fragen ihrer Zeit mit einer glühenden Kraft wider. Das Hauptmerkmal seiner Kunst ist, dass sie mit seismografischer Sensibilität kleine Veränderungen signalisiert und die kataklysmischen Ereignisse des Zweiten Weltkriegs widerspiegelt. Die ungeheure Energie der rebellischen Formen dieser Kunst befand sich bis zum letzten Augenblick von Vajdas Leben immer im Krieg mit den Kräften der Zerstörung.“

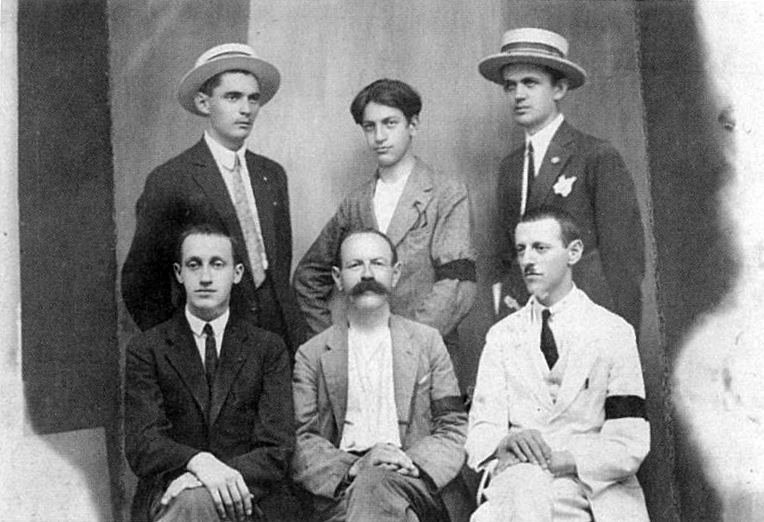
Lajos Vajda mit seiner Familie nach dem Tod seiner Mutter, 1927
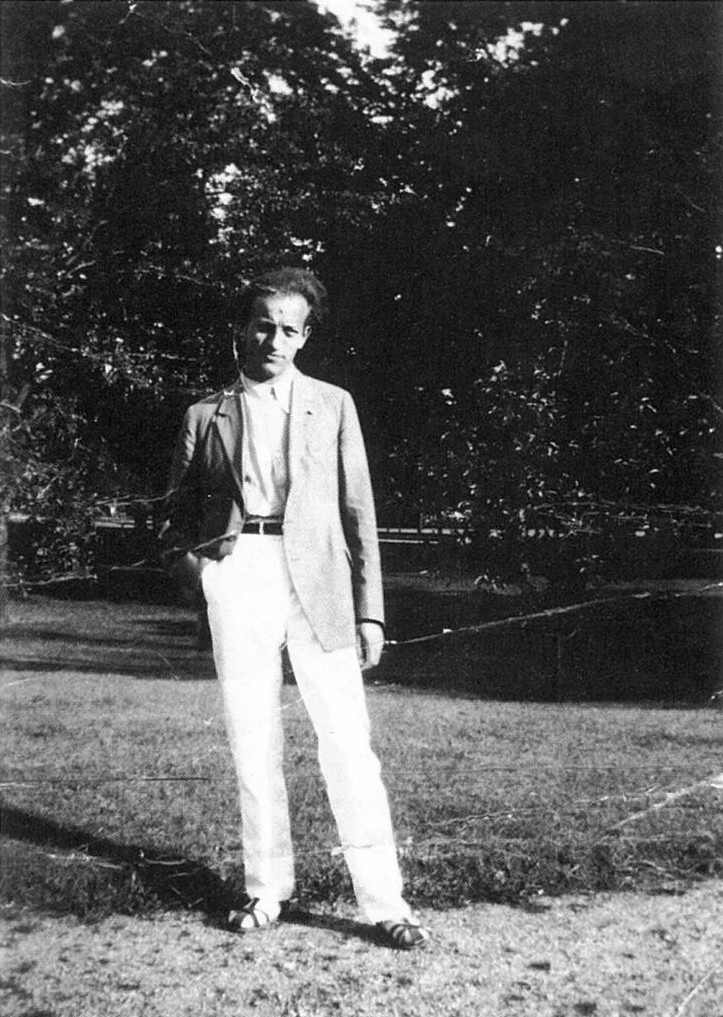
Lajos Vajda, 1936
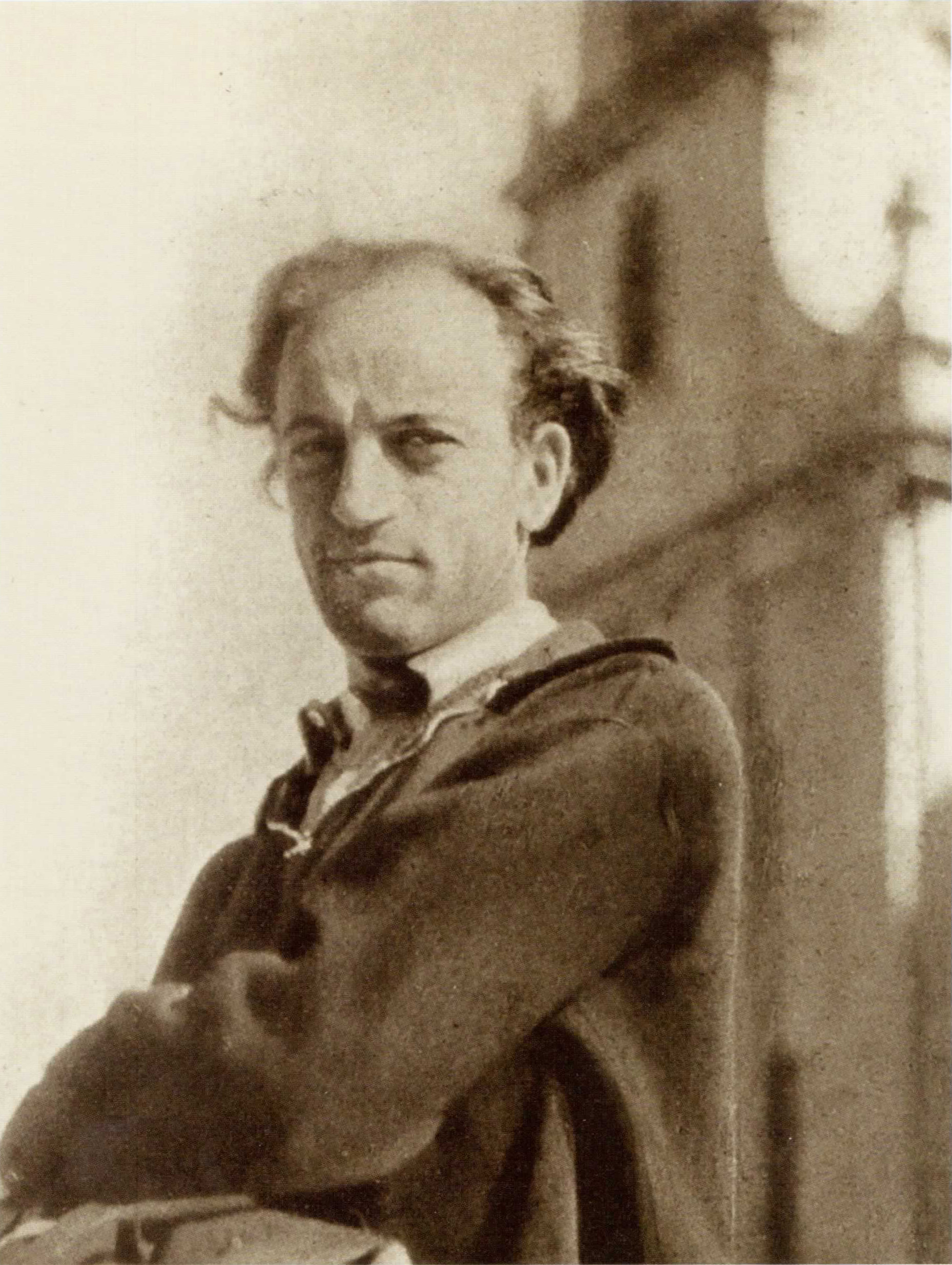
Lajos Vajda in Szentendre, 1939

## Künstlerische Perioden

### Die Fotomontagen (1930–1933)

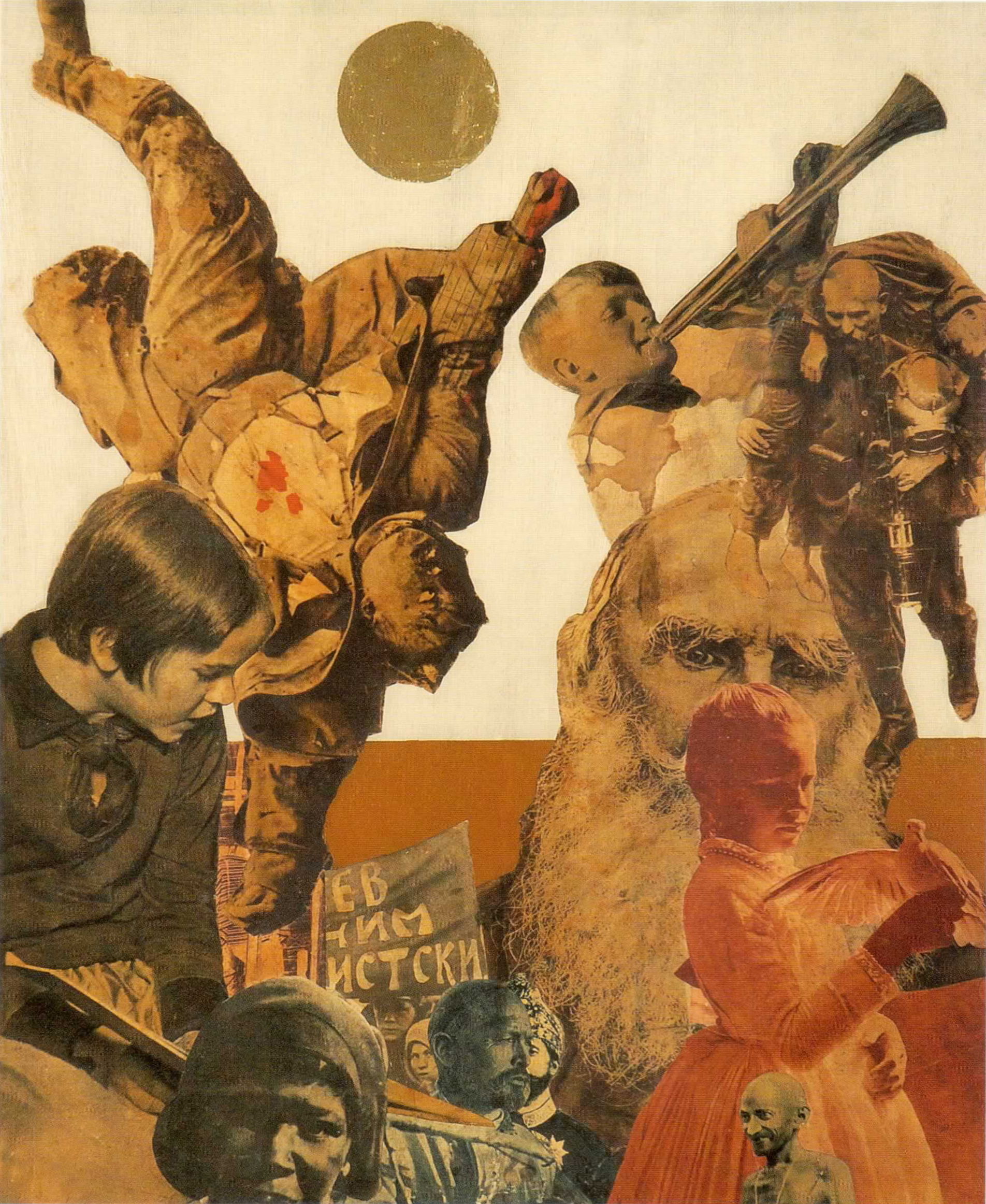
Tolstoi und Gandhi, 1930–33, Fotomontage, Holzplatte, 6100 × 500 mm, Budapest, Ungarische Nationalgalerie

In dieser Zeit sieht Vajda "den Film als die geeignetste Kunstgattung an, um neue Bestrebungen auszudrücken. Er erkennt die entscheidende Rolle des modernen Films an. (…) Der Filmregisseur, der in zufälligen Ereignissen und Schicksalen einen Sinn schafft, ist in der Lage, eine neue künstlerische Weltsicht zu schaffen. Auf diese Weise nähert sich Vajda dem Surrealismus als einer Technik des Schaffens. Die in Paris entstandenen Fotomontagen und später der Strom vielschichtiger Zeichnungsmontagen, Collagen und Simultankompositionen verdeutlichen seine künstlerische Überzeugung: Die Probleme der Malerei können durch Ideen aus der Welt des Films gelöst werden. Gleichzeitig unterscheiden sich diese Fotomontagen aber völlig von den unwirklichen sowjetischen Propaganda-Fotomontagen der Zeit "mit ihren monumentalen Industriemaschinen, Dämmen und Brücken".
In Vajdas Fotomontagen „erscheinen die extremen Kräfte der menschlichen Welt in einer dramatischen Gleichzeitigkeit: tote Säuglinge und altersschwache Männer, Messer und Brot, Gewehr und Vogel, Tiger und Lilie: die Dschungelgesetze des Überlebenskampfes und die reinen Blumen sind in Spannungsdiagonalen zu einem Bild komponiert“.
Die Fotomontagen sind „meist durch die Gegenüberstellung von Extremen gekennzeichnet. Es ist, als ob jede dieser Montagen uns ein Drama zeigt, das in einem einzigen Bild verdichtet ist. Verschiedene aus Zeitungen und Bildzeitschriften ausgeschnittene Details, die auf neutralem Karton gegenübergestellt werden, ergeben eine ungewöhnliche Spannung“.

### Stillleben (1934)

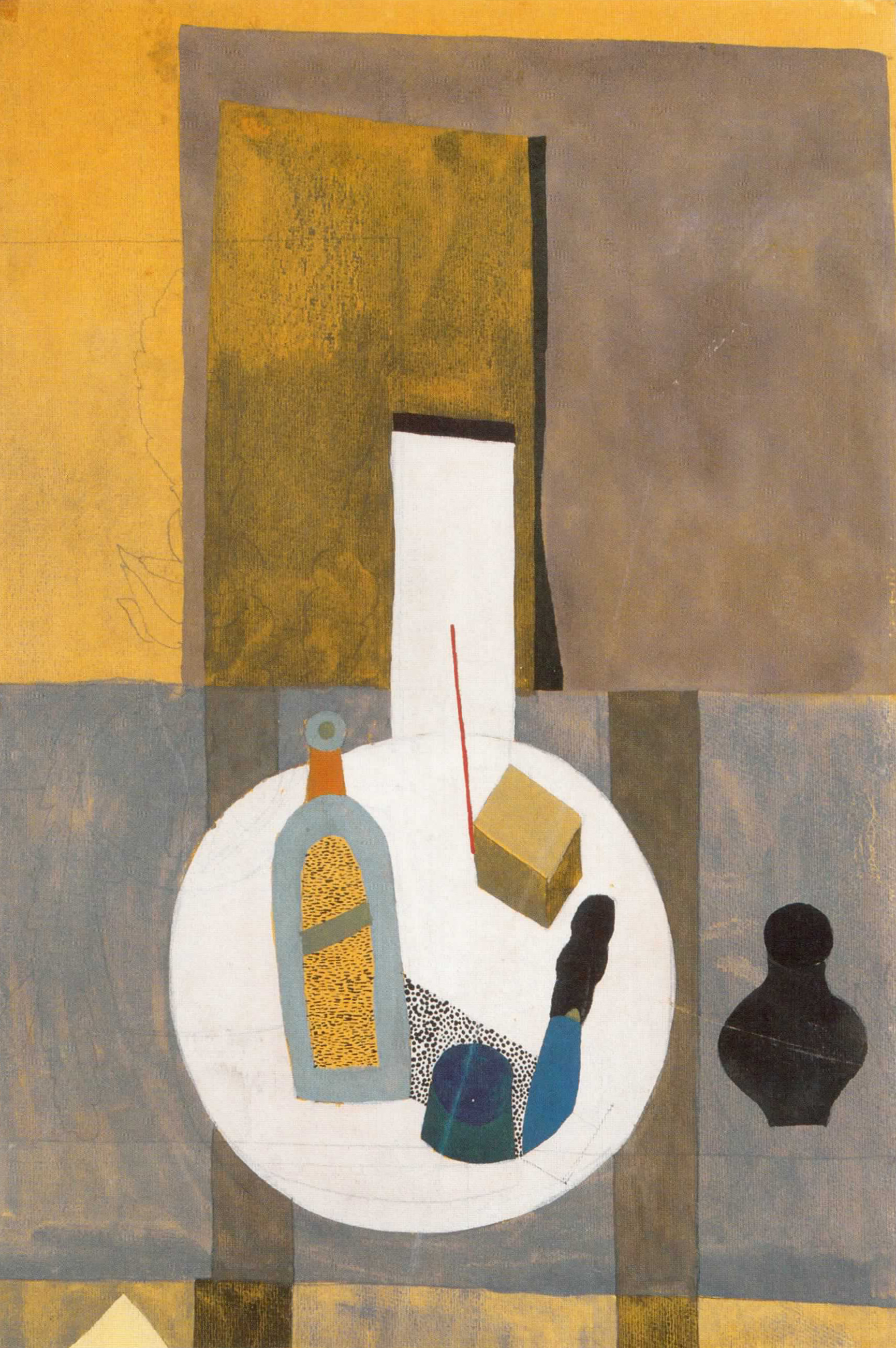
Stillleben auf rosa Tisch", 1934, Tempera, Papier, 455 320 mm, Privatsammlung

„In allen seinen Stillleben von 1934 profitiert Vajda von den Ergebnissen eines kubistischen Ansatzes. Er verwandelt den Raum in eine Fläche. Die "Geschlossenheit" des Bildes ist so intim, dass wir statt eines Stilllebens einen Blick in eine hermetisch abgeschlossene Welt zu erhalten scheinen. Und doch strahlt das Bild in seiner methodisch aufgebauten, kompakten Einheit die Harmonie des Lebens aus. Dies ist neben anderen Faktoren auch auf zwei kompositorische Merkmale zurückzuführen. Das erste ist die gleichzeitige Einbeziehung aller möglichen Standpunkte des Themas, das zweite ist, dass die Flächen, die den Hintergrund des Bildes bilden, in der Vorstellung unwillkürlich in die Länge gezogen werden.“

### Linienzeichnungen, Bildmontagen (1935–1937)

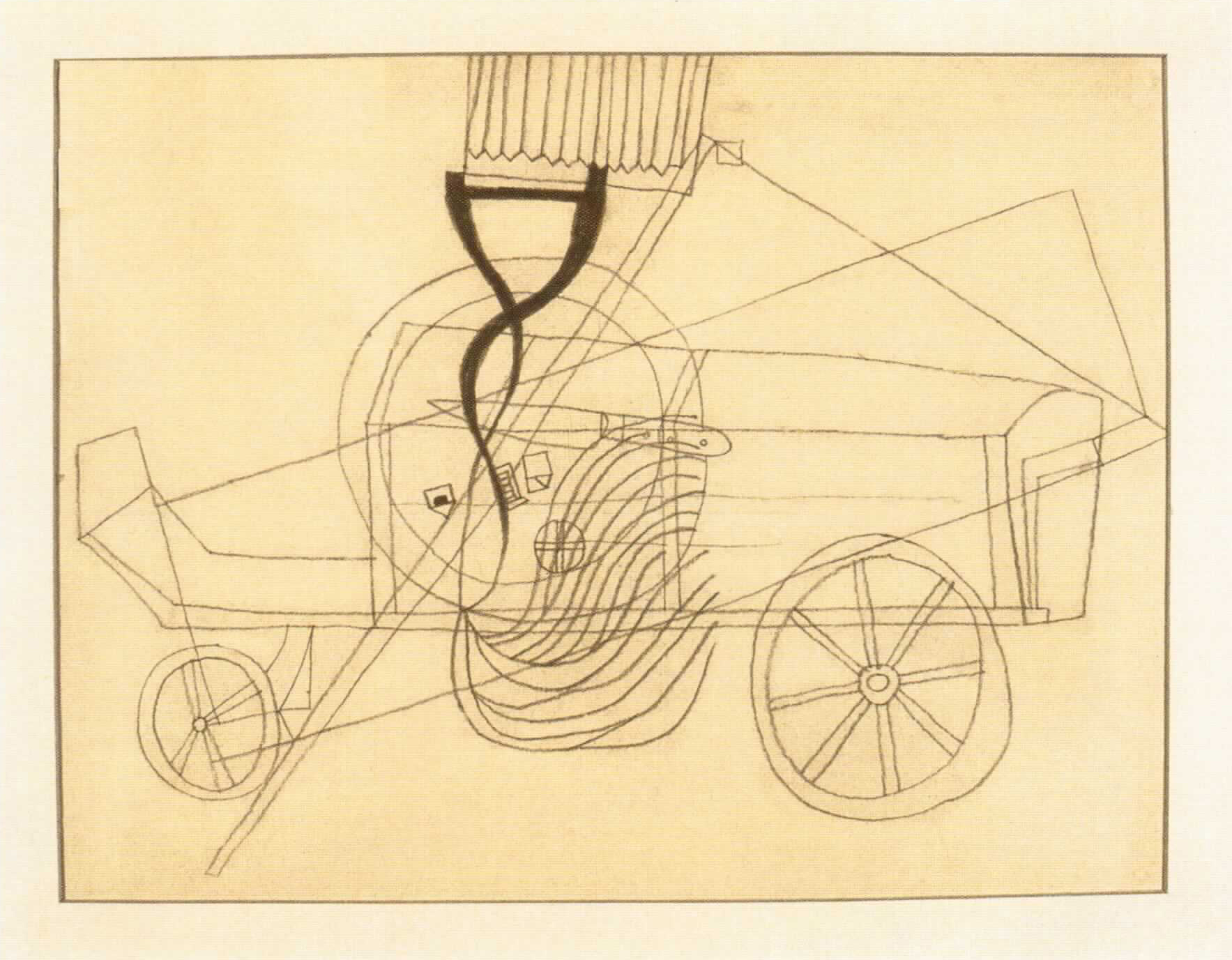
Stillleben mit Wagen, 1936, Bleistift, Papier, 233 × 305 mm, Ferenczy Múzeum, Szentendre, Ungarn

Um 1935 kehrte er nach Ungarn zurück und begann mit seinem Freund, Dezső Korniss, Motive in Szentendre und Umgebung zu sammeln. Neben Fenstern, Hausfassaden, Grabsteinen, Torpfeilern zeichnete er eine Petroleumlampe, einen Bauernkarren oder einen Tisch mit einem Messer, einem Apfel und einem Laib Brot darauf. Ihn interessierte weniger die Herkunft der Motive als vielmehr, was aus ihnen geworden war, welche neue Bedeutung sie an einem bestimmten Ort angenommen hatten. Zunächst zeichnete er die Objekte an Ort und Stelle, später kopierte er sie übereinander. Manchmal zerschnitt er die Zeichnungen und klebte sie zu einer Montage zusammen. Die meisten dieser Bilder und Zeichnungen sind kreisförmig komponiert, und alle sind ohne konkreten Hintergrund.

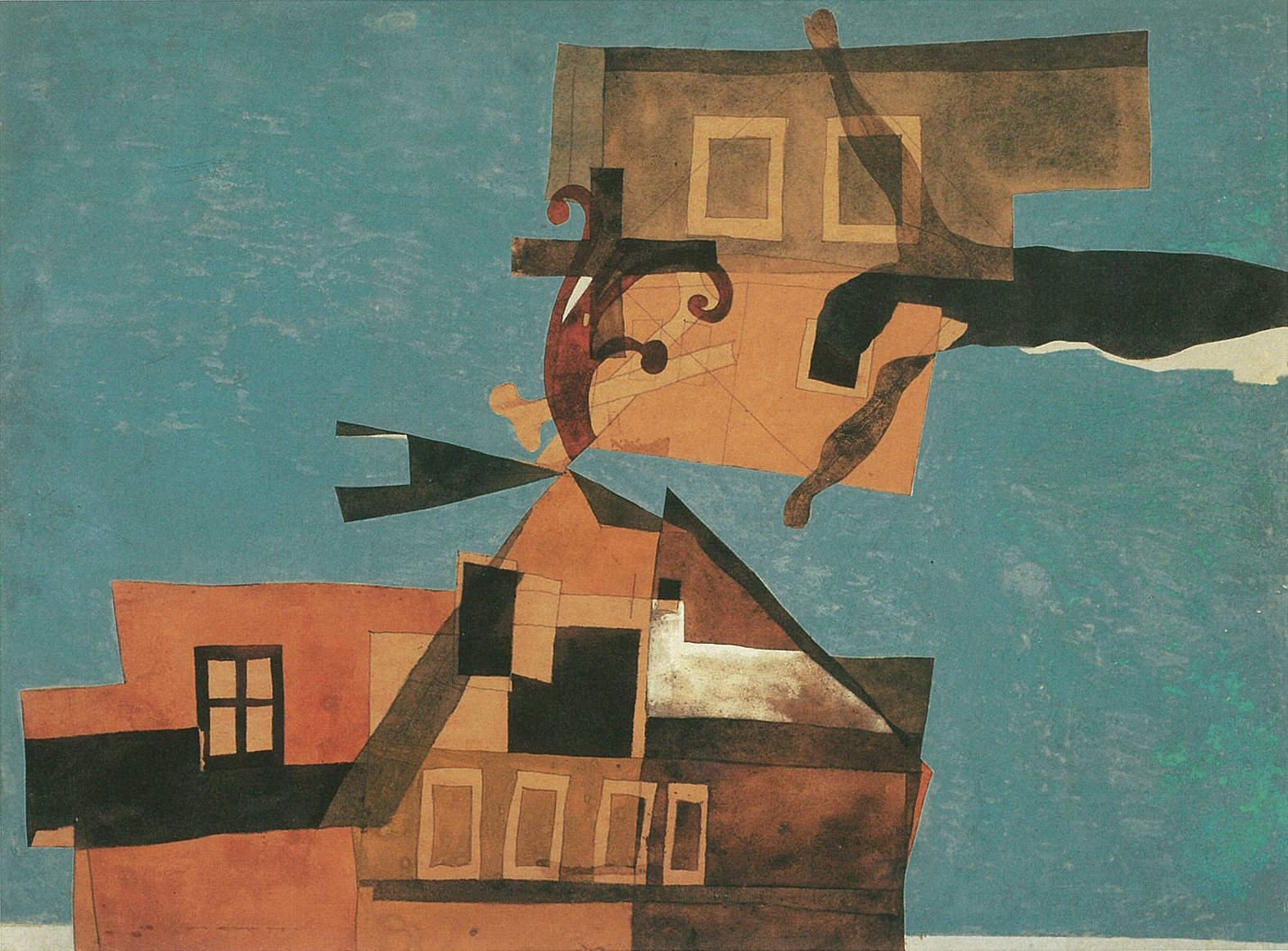
Häuser in Szentendre mit Kruzifix, 1937, Tempera-Collage, Papier, 620 × 460 mm, Ferenczy Múzeum, Szentendre, Ungarn

In einem Brief an seine spätere Frau, Júlia Richter, beschreibt Lajos Vajda seine Ambitionen in der Zeit zwischen 1935 und 1937. „Wir neigen dazu, im Bild weniger emotional zu sein (was aber nicht heißt, dass wir die menschlichen Gefühle daraus verbannen), und wir ziehen es vor, das Hauptgewicht auf das Konstruktive, auf die räumliche Gestaltung des Bildes zu legen, und deshalb suchen wir die Sujets, die unserem Ansatz entsprechen; das heißt, wir suchen das Geschlossene, das, was eine formal saubere und runde Einheit ist. Architektonische, geometrische Dinge mit oder ohne menschliche Figuren. Die Landschaft ist anorganisch und daher ungeeignet, um das auszudrücken, was wir zu sagen haben. Ich habe jetzt damit experimentiert, wie verschiedene Objekte aus verschiedenen Umgebungen, die auf einer Bildebene zusammengesetzt sind, eine Wirkung haben (konstruktive surrealistische Semantik).“
Die aus dem Brief zitierte „konstruktiv-surrealistische Semantik“ legt nahe, dass „Vajda seine Motive tatsächlich 'zusammensetzt', sie auf die Bildebene spannt oder aus ihnen ein organisches System schafft. Das andere Element der Methode, die surrealistische Herangehensweise, suggeriert dagegen, dass die einzelnen Elemente nicht nur strukturell zusammenpassen, sondern auch in Anlehnung an Träume und freie Assoziationen von Bildern.“
Seine Motive bilden eine organische Ordnung. Seine Arbeitsmethode ist folgende: Er schneidet seine Zeichnungen aus und klebt sie nach seiner eigenen Kompositionsmethode auf das Bild und übermalt es anschließend. Auf seinen Motivsammeltouren in und um die Stadt Szentendre kombiniert Vajda mit einer konstruktiv-surrealistischen Methode, die auf dem Prinzip der Montage beruht, alltägliche und sakrale, zu Symbolen vereinfachte Gegenstände mit volkstümlichen Motiven, wie in seinem Bild Häuser in Szentendre mit Kruzifix.
Ausgehend von den Sommerzeichnungen entwickelte Korniss die Zeichnungen im Atelier mit Öl und Gouache, Vajda mit Tempera. Am 11. August 1936 schrieb Vajda an Júlia Richter und erwähnte dabei seinen damals besten Freund, Dezső Korniss: "Lassen Sie uns zwei Personen untersuchen. Sie wurden beide 1908 geboren, im "ehemaligen Großungarn". Vajda: jüdischer Abstammung, ein Ungar, beeinflusst von der serbischen Kultur. Korniss: geboren in Siebenbürgen. (…) Unser Bestreben ist es, eine neue, für Ostmitteleuropa spezifische Kunst zu entwickeln, die sich auf die französischen und russischen Einflüsse der beiden großen europäischen Kulturzentren stützt. Die geografische Lage Ungarns in Europa prädestiniert es dazu, ein Bindeglied zwischen dem Westen (französische Kunst) und dem Osten (russische Kunst) zu sein. Wir wollen das, was kulturell (und in der bildenden Kunst) der künstlerische Ausdruck der beiden Menschentypen an diesen beiden Polen ist, miteinander verschmelzen: Wir wollen zum Brückenbauer werden.

### Ikonen (1936)

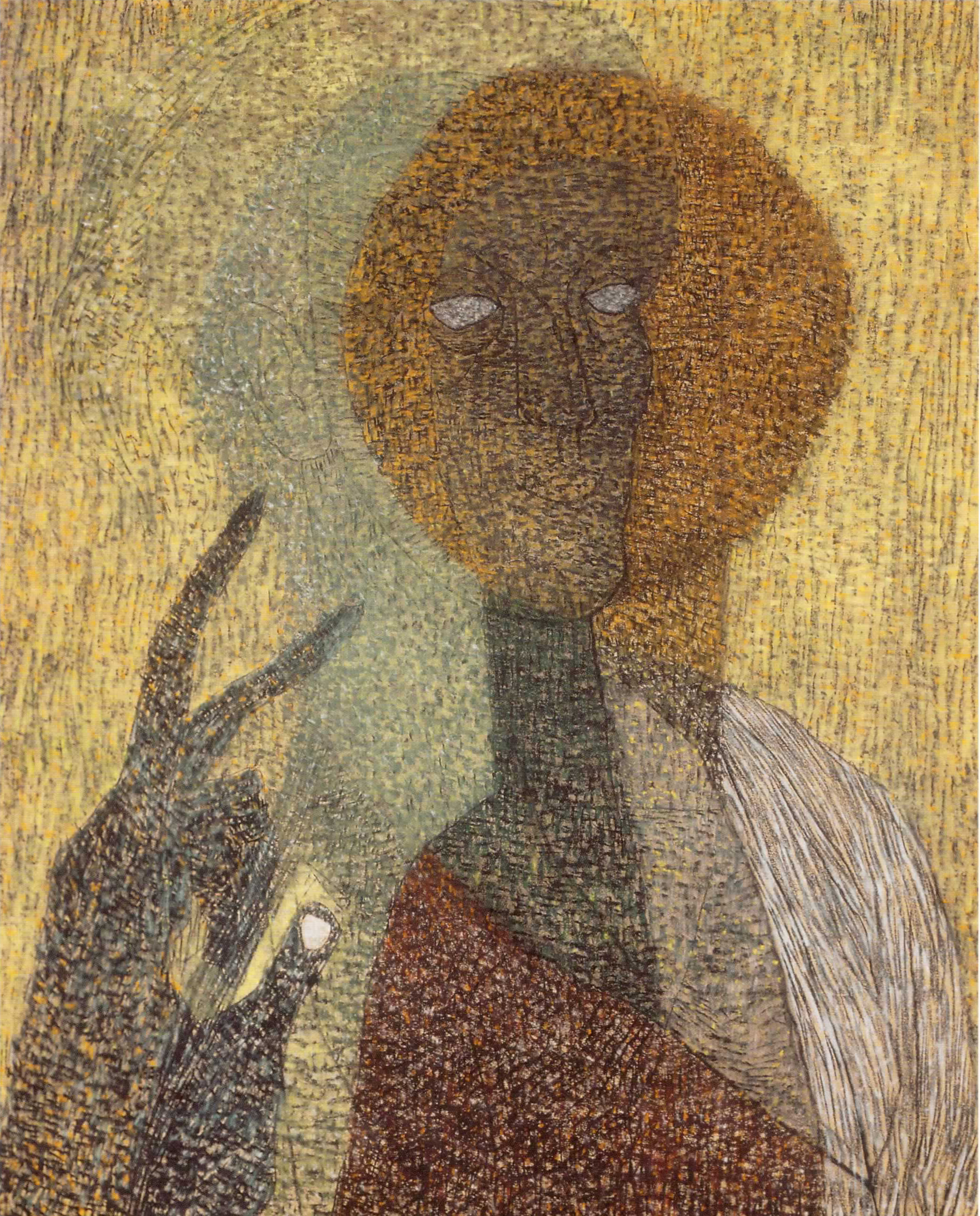
Selbstporträt mit Ikone und nach oben gerichteter Hand, 1936, Pastell, Kohle, Papier, 900 × 620 mm, Die Gábor Kovács-Kunststiftung, Budapest

In einer Serie von Selbstporträt-Ikonen versucht Lajos Vajda, das Individuelle und das Gemeinschaftliche, das Weltliche und das Transzendente miteinander zu versöhnen. Das Selbstporträt mit Ikone und nach oben gerichteter Hand ist das wichtigste Werk des Künstlers. Zu sehen sind zwei Gesichter im Bild: eines, das die persönlichen Züge des Künstlers zeigt, und einen kugelförmigen Kopf. Aus der Durchdringung des Selbstporträts und des Kugelkopfes kann ein „drittes“ Porträt entstehen, das eine „neue Botschaft“ hat. Dieses dritte Porträt zeigt einen nach links blickenden Kopf, der sich aus dem aurastrahlenden Kugelkopfbogen und den Augen und der Nasenlinie des persönlichen Selbstporträts zusammensetzt. So entsteht das „echte Gesicht“, „das Gesicht des Menschen“, das individuelle und zufällige Züge mit dem Kugelkopf der göttlichen Ikone vereint." Freilich sind auch andere Interpretationen möglich.
„Dieses dreifache Porträt, das aus einer Vielzahl von dynamisch fließenden Pastellflecken besteht, lässt mehrere Interpretationen zu. Neben der offensichtlichen Identifikation, wonach das erste Bildnis das Individuum, die gesichtslose Kugel das Universelle und das dritte Bild die Gemeinschaftssphäre darstellt, kann das individuelle Bild als Repräsentant des Körpers, die Ikone als Repräsentant des Geistes und das aus der Synthese der beiden resultierende Gesicht als Repräsentant der Seele gesehen werden. Nikolai Berdyaev, ein russisch-orthodoxer christlicher Philosoph, spricht von der Ikone als Ausdruck der Beziehung des Gott-Menschen, die aus der wechselseitigen Beziehung zwischen Mensch und Gott hervorgeht. (…) In dem Porträt, das aus der gegenseitigen Durchdringung von menschlicher und göttlicher Bildlichkeit hervorging, präsentierte Vajda sein 'wahres', endgültiges Selbstporträt von sich selbst, das Gesicht des Künstlers, der durch die Kraft der Kunst in eine Beziehung mit Gott, mit der transzendenten Welt jenseits des Greifbaren treten konnte.“

### Masken (1938)

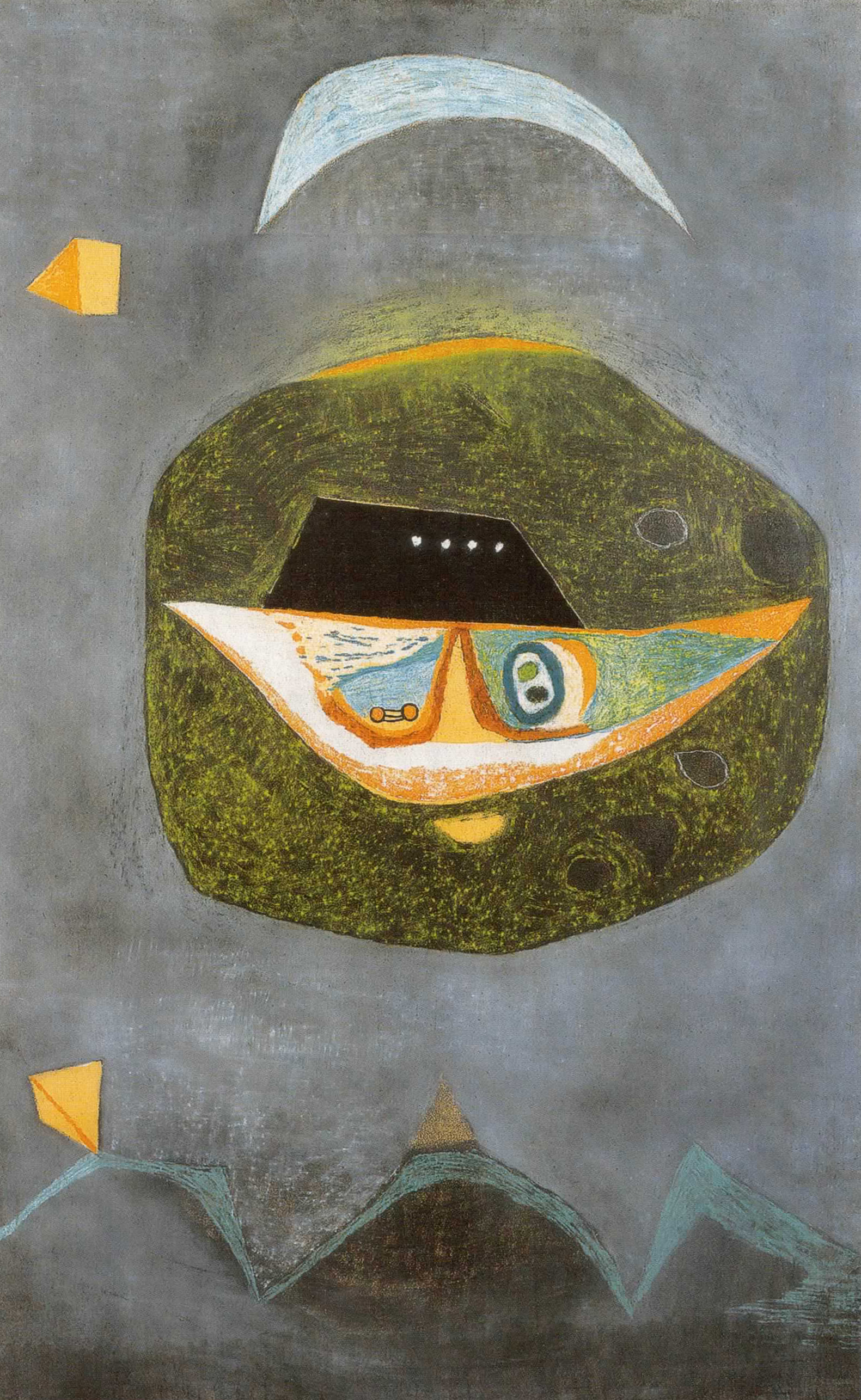
Maske mit Mond, 1938, Pastell, Papier, 860 × 600 mm, Städtische Galerie von Szombathely, Ungarn

Dunkle Wolken ziehen am Horizont von Vajdas Kunst auf. Die Möglichkeit, eine Synthese zu erreichen, verschwindet unter der Bedrohung durch Faschismus und Stalinismus. Vajda, der sowohl die faschistische als auch die stalinistische Ideologie ablehnt, begibt sich auf einen Weg der persönlichen Religiosität.
Ab 1938 verschwindet die Kulisse von Szentendre aus seiner Kunst. An ihre Stelle treten seltsame, fremdartige Landschaften mit beängstigenden, manchmal seltsamen Masken oder mit Masken kombinierten Kreaturen. Die meisten dieser Werke sind in Pastell gemalt, und Vajda nutzte die Möglichkeiten des Pastells voll aus. Später ändert sich der Charakter der Masken. Die Masken drücken nicht mehr Ängste und Befürchtungen aus, sondern sie versetzen den Betrachter in eine andere Dimension. Sie schweben ineinander, verwandeln sich in ein traumhaftes Getümmel, aber sie nehmen bereits die nächste Stufe in der Entwicklung von Vajdas Kunst vorweg

### Imaginäre Landschaften und Kreaturen (1938–1939)

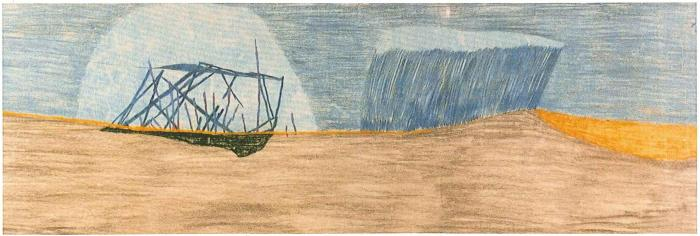
Nördliche Landschaft, 1938, Pastell, Kohle, Papier, 290 × 880 mm, Privatsammlung

„Diese Arbeiten von Vajda scheinen eine prähistorische, oder vielleicht noch mehr eine post-historische Zeit zu evozieren, in der höchstens ein paar Requisiten Spuren einer längst vergangenen Zivilisation geben. Beim Betrachten dieser Bilder hat man das Gefühl, die Dokumente einer archäologischen Forschungsausgrabung einer anderen als der menschlichen Zivilisation zu sehen: Fragmente liegen in den Ausgrabungsabschnitten, aber ohne einen sichtbaren Schlüssel gibt es keine Möglichkeit, sie richtig zu interpretieren. Solche Evokationen einer Welt ohne Menschen sind in der Kunst dieser Zeit nicht ganz ungewöhnlich. (…)“

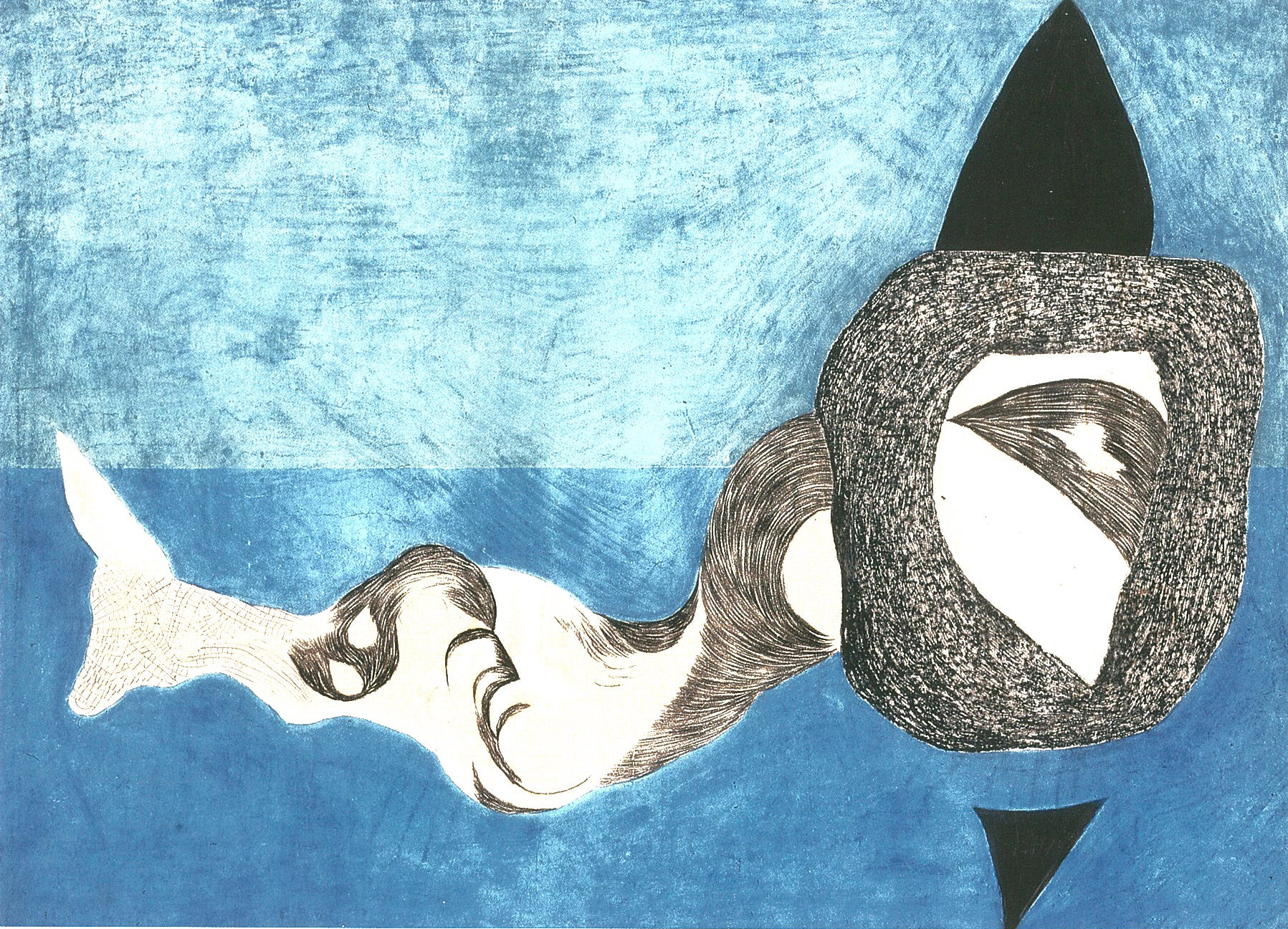
Monster im blauen Raum, 1939, Pastell, Bleistift, Wasserfarbe, Papier, 945 × 630 mm, Janus Pannonius Múzeum, Pécs, Ungarn

Eines von Vajdas Hauptwerken aus dieser Zeit ist Nördliche Landschaft. Die in kalte blaue und braune Flächen geteilte Ebene wird nur durch Formen unterteilt, die an Eisberge und ein Schiffswrack erinnern. „Niemand seit Caspar David Friedrich, einem der brillantesten Vertreter der deutschen Romantik, hat die Zerbrechlichkeit der menschlichen Existenz mit solch ergreifender Kraft zum Ausdruck bringen können; der Mensch, konfrontiert mit der Leere des Raumes und der Grenzenlosigkeit der Natur, aber auch die Verletzlichkeit des Menschen im Angesicht der Natur.“

### Kohlezeichnungen aus dem letzten Jahr (1940)

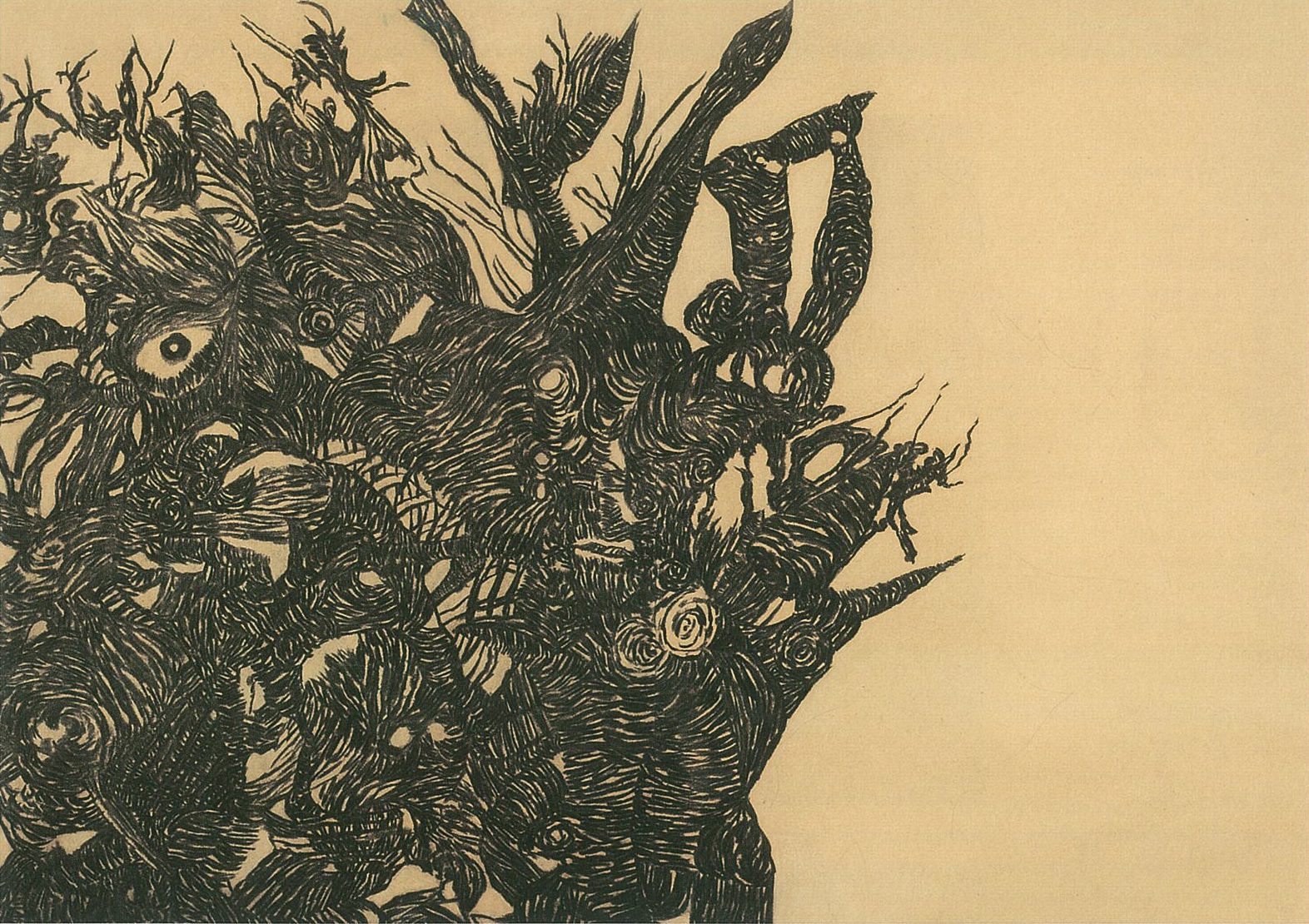
Urwaldvegetation, 1940, Kohle, Papier, 900 × 1260 mm, Ferenczy Museum, Szentendre, Ungarn

Trotz seiner sich verschlimmernden Krankheit arbeitet Vajda den Sommer 1940 durch, doch er ahnt, dass seine Reise zu Ende ist. Die makellosen, mit Kohle gestochenen, inzwischen vergilbten Formen, die auf großen Bögen Packpapier auftauchen, haben das Gewicht einer Vision.
Diese flammenden, flatternden Formen dringen mit der Eindringlichkeit eines Nachbildes des Blicks in die Sonne in das innere Ich ein und verströmen Unbehagen und ekstatische Angst. Für diese Beklemmung gab es allen Grund. Da ist zum einen das persönliche Schicksal von Vajda selbst: sein zunehmend aussichtsloser Kampf mit seiner Krankheit, mit dem Schatten eines ungewollten und gefürchteten Todes. Auf der anderen Seite ist da die Realität des Weltkriegs, der in den Augen von Vajda (und vieler anderer europäischer Künstler) zur Tragödie einer Zivilisation wird, die auf humanistischen Werten und kulturellen Traditionen beruht.
„Vajda war bis ins Innerste von der Dämonie unserer Zeit aufgewühlt. Die gespenstischen Gestalten seiner Öl- und Pastellbilder schienen aus tödlichen Abgründen drohend und seltsam anziehend emporzuragen, in den gewundenen und verschlungenen Linienbündeln seiner Feder- und Kohlezeichnungen fand das aufgescheuchte Geflatter unheimlicher nächtlicher Vogelwesen und Schwarmgeister Gestalt, die in würgender Verstrickung sich gegenseitig bekämpfen und verschlingen.“

## Einzelausstellungen
- 1937 Atelierausstellung[25]
- 1940 Atelierausstellung[26]
- 1943 Vajda Lajos festőművész emlékkiállítása (Gedenkausstellung von Lajos Vajda), Alkotás Művészház, 1943 October, Budapest. Katalogeinführung von Ernő Kállai Kurator: Béla Fekete
- 1946 Az Európai Iskola 26. kiállítása. Vajda Lajos képei. 1947. szeptember 28--október 12. (Die 26. Ausstellung der Europäischen Schule/Bilder von Lajos Vajda, vom 28. September bis 12. Oktober), Budapest, Katalog von Árpád Mezei. Kurator: Pál Kiss
- 1966 Vajda Lajos emlékkiállítása (Retrospektive Gedenkausstellung), Szentendre, Ferenczy Károly Múzeum, Kuratorin: Krisztina Passuth.
- 1968  Ausstellung von Lajos Vajda, Galerie P. Facchetti, Zürich
- 1969 Vajda Lajos emlékkiállítás (Gedenkausstellung von Lajos Vajda), Székesfehérvár, Museum von König St. Stefan, vom 14. September bis 2. November, Kuratorinnen: Éva Körner und Márta Kovalovszky
- 1973 Lajos Vajda, Katalog der Galerie Paul Fachetti, Zürich, Katalog von Jeanne Facchetti
- 1978 Vajda Lajos Emlékkiállítása. Magyar Nemzeti Galéria, 1978. július-szeptember (Die Gedenkausstellung von Lajos Vajda in der Ungarischen Nationalgalerie, 1978 Juli–September), Budapest, (Kuratorin und Autorin des Katalogs: Lenke Haulisch.)
- 1983 Vajda Lajos (1908–1941) emlékkiállítás (Lajos Vajda (1908-1941) Gedenkausstellung), Zalaegerszeg, Katalog und Kuratierung: Péter György, Gábor Pataki, József Sárkány & mit einer Studie von Árpád Mezei.
- 2001 Vajda Lajos: rejtett kincsek IX. : a pécsi Művészetek Háza kiállítás-sorozata : Vajda Lajos művei egy magángyűjteményből (Lajos Vajda: Verborgene Schätze Nr. IX: Ausstellungsreihe des Hauses der Künste von Pécs, Ungarn: Lajos Vajdas Werke aus einer Privatsammlung) Eingeleitet von Gábor Pataki.
- 2006, Conditio Humana–Lajos Vajda–Self-Portraits Vienna, Erzbischöfliche Kathedrale und Diözesanmuseum
- 2008 Vajda Lajos (1908–1941) kiállítása az MNG és az Erdész Galéria közös rendezésében (Lajos Vajda (1908-1941) Die gemeinsame Ausstellung der Ungarischen Nationalgalerie und der Révész-Galerie von Szentendre), Budapest, vom 12. Dezember bis 22. Februar 2009, Kuratoren: Gábor Pataki und Mariann Gergely
- 2009 Touch of Depths (Lajos Vajda), Ungarisches Kulturzentrum, Brüssel, hrsg. von György Petőcz; Vorwort von Greta Van Broeckhoven, Paul Huvenne; Texte von Endre Bálint [u. a.]; Kommentare von Gábor Bíró [u. a.];
- 2018 Világok között / Vajda Lajos (Unter Welten / Die Kunst von Lajos Vajda), Ferenczy Múzeum, Szentendre, Ungarn, vom 11. November 2018 bis 31. März 2019

## Gruppenausstellungen
Teilquelle: Der Katalog des Lajos Vajda Museums, erschienen 1986 in Szentendre, S. 10–11.
- 1948 Az Európai Iskola 32. kiállítása. "Elődeink", (Die 32. Ausstellung der Europäischen Schule. "Unsere Vorfahren") 1948 Katalogautor und Kurator: Pál Kiss
- 1958 Peintres Hongrois, Lajos Vajda, Lajos Szabó, André Bálint, Attila Kotányi, Lyubomir Szabó, Zentrum für Bildende Künste, Brüssel
- 1967 Twentieth Century Hungarian Art, Der Kunstrat Großbritanniens in der Royal Institute Gallery Mai, London, Katalog von István Genthon
- 1971 Castle Museum, Norwich
- 1971 100 Jahre Kunst in Ungarn, Ausstellung, 1. Mai – 27. Juni 1971, Museum am Ostwall, Dortmund
- 1972 Galerie Schlegel, Zürich
- 1972 Art Museum, Indiana University
- 1975 Kunsthaus, Luzern
- 1976 Biennale, Venedig